# NAGASAKI 1945 アンゼラスの鐘
『NAGASAKI 1945 アンゼラスの鐘』（ながさき 1945 あんぜらすのかね）は、2005年9月に虫プロダクションにより製作された長編アニメ映画である。

## 概要
秋月辰一郎（1916年（大正5年） - 2005年（平成17年））は、日本の医師で、元長崎聖フランシスコ病院院長である。長崎へ原爆が投下された当時、自らも被爆しながら、医師として負傷した被爆者の治療にあたった。また、医師のかたわら、原爆の証言の収集を長年に渡って行った。アンゼラスの鐘とは、長崎市爆心地近くに建っていた浦上天主堂の鐘のことである。原爆によって天主堂は倒壊し、がれきに埋もれた鐘は後に掘り出され、現在天主堂そばに保管されている。本作品は、2005年（平成17年）に被爆60周年を記念して製作された。本作品は、秋月が体験した被爆と医療救護活動をアニメ化したものである。

## 声の出演
ナレーション
- 小林桂樹

キャスト
- 秋月辰一郎：伊藤健太郎
- 村井すが子：大川慶子
- 浜田賢二
- 伊藤栄次
- 矢崎文也
- 谷川俊
- 磯辺万沙子
- 松熊明子
- 小山武宏
- 石森達幸
- 緒方賢一
- 立石涼子

- 土井美加
- 山口勝平
- 田浦環
- 藤生聖子
- 宝亀克寿
- 竹若拓磨
- 後藤敦
- 安藤麻吹
- たかお鷹
- 後藤史彦
- 大須賀純

- 溝口敦
- 寺田明正
- 柳沢三千代
- 福島おりね
- 横田和美
- 牧薫子
- 平勝伊
- 近藤孝行
- 彼方悠璃
- グレッグ・アーウィン
- バリー・ジャーディ

## スタッフ
- 監督・脚本・絵コンテ：有原誠治
- 企画・製作：寺島鉄夫・伊藤叡・保坂陽一・滝元将・友川千寿美
- プロデューサー：藤田正明
- キャラクターデザイン・作画監督：小野隆哉
- 美術監督：中村光毅、阿久津美津代
- 音楽：小六禮次郎
- 音楽制作：カンパニーAZA
- 彩色設定：あさみゆうこ、西川裕子
- 撮影監督：山口利明
- 編集：坂本雅紀（森田編集室）
- 音響監督：水元完
- 音響制作：ザック・プロモーション
- アニメーション制作：虫プロダクション
- オンライン編集：宮崎大輔（IMAGICA）
- ポスプロ技術：渡久山健（IMAGICA）